# IHF Women's Super Globe
A IHF Women's Super Globe é uma competição de handebol organizada pela Federação Internacional de Handebol (FIH) e reunindo os campeões das confederações continentais.
A primeira edição do evento seria realizada em 2016, no Brasil, mas foi cancelada. Em 2019, ocorreu a disputa da competição em Wuxi, na China, onde a equipe angolana do 1º de Agosto saiu vencedora ao derrotar a equipe anfitriã do China National Club.

## Edições
| 2016          | Brasil | Cancelado    | Cancelado | Cancelado           | Cancelado     | Cancelado | Cancelado    |
| 2019 Detalhes | Wuxi   | 1º de Agosto | 27–22     | China National Club | UnC Concórdia | 35–32     | Omron Yamaga |

## Recordes e estatísticas

### Por clube
| Pos. | Nação               | 1º lugar | 2º lugar | 3º lugar | Anos campeã |
| ---- | ------------------- | -------- | -------- | -------- | ----------- |
| 1    | 1º de Agosto        | 1        | 0        | 0        | 2019        |
| 2    | China National Club | 0        | 1        | 0        |             |
| 3    | UnC Concórdia       | 0        | 0        | 1        |             |

### Por país
| Pos. | Nação  | 1º lugar | 2º lugar | 3º lugar | Total |
| ---- | ------ | -------- | -------- | -------- | ----- |
| 1    | Angola | 1        | 0        | 0        | 1     |
| 2    | China  | 0        | 1        | 0        | 1     |
| 3    | Brasil | 0        | 0        | 1        | 1     |

## Detalhes das participações
| Equipe                   | 2019 (8) | Total |
| ------------------------ | -------- | ----- |
| 1º de Agosto             | 1º       | 1     |
| University of Queensland | 7º       | 1     |
| UnC Concórdia            | 3º       | 1     |
| China National Club      | 2º       | 1     |
| Jiangsu Handball         | 6º       | 1     |
| Omron Yamaga             | 4º       | 1     |
| Kaysar Club              | 5º       | 1     |
| New York City THC        | 8º       | 1     |